# Boulevard Jean-Jaurès (Nancy)
Pour les articles homonymes, voir Rue Jean-Jaurès.
Le Boulevard Jean-Jaurès est une voie de la commune de Nancy, dans le département de Meurthe-et-Moselle, en région Lorraine.

## Situation et accès
Le boulevard Jean-Jaurès se situe au sud du ban communal de Nancy, à proximité de Vandœuvre-lès-Nancy. L'avenue appartient administrativement au quartier Mon Désert - Jeanne d'Arc - Saurupt - Clemenceau.
Le boulevard Jean-Jaurès est desservi par la ligne 1 du tramway du réseau STAN, qui la traverse sur l'ensemble de sa longueur.

## Origine du nom
Le nom de la voie fait référence à Jean Jaurès (1859-1914), homme politique socialiste français.

## Bâtiments remarquables et lieux de mémoire
- no 86 Atelier d'Émile Gallé construit en 1912

dû aux architectes Henri-Louis &  Henri-Victor Antoine
édifice objet d’une inscription au titre des monuments historiques depuis 2003.
- n°14 immeuble construit en 1907 par l’architecte Louis Déon